# Мверу
Мверу (Моеро-Мката), (на френски: Lac Moero, на английски: Lake Mweru) е езеро в Екваториална Африка, разположено на границата между Демократична република Конго (северозападната му част) и Замбия (югоизточната му част). Дължината му от североизток на югозапад е 131 km, ширината – 56 km, площта му – 5120 km², а дължината на бреговата линия – 436 km. Максимална дълбочина – 27 m, обем – 38,2 km³. Разположено е на 917 m н.в. в тектонска падина, простираща се между планината Кунделунгу (на запад) и планините, простиращи се южно от езерото Танганика. Подхранва се от 3 големи реки – Лапула (изтича от езерото Бангвеулу, влива се от юг), Кулунгвиши (изтича от езерото Мверу-Вантипа, влива се от изток) и Луфукве (влива се от югозапад) и множество по-малки. От северния му ъгъл, при конгоанския град Пвето изтича река Лувуа, десен приток на Луалаба (Конго). Развито е местно корабоплаване и риболов. Открито е на 8 ноември 1867 г. от английския изследовател на Африка Дейвид Ливингстън.